# Буквица крупноцветковая
Буквица крупноцветковая (лат. Betonica macrantha) — многолетнее травянистое растение; вид рода Буквица (Betonica) семейства Яснотковые. Культивируется как декоративное растение. Встречается под устаревшим названием Stachys macrantha — чистец крупноцветковый или стахис крупноцветковый.

## Ботаническое описание

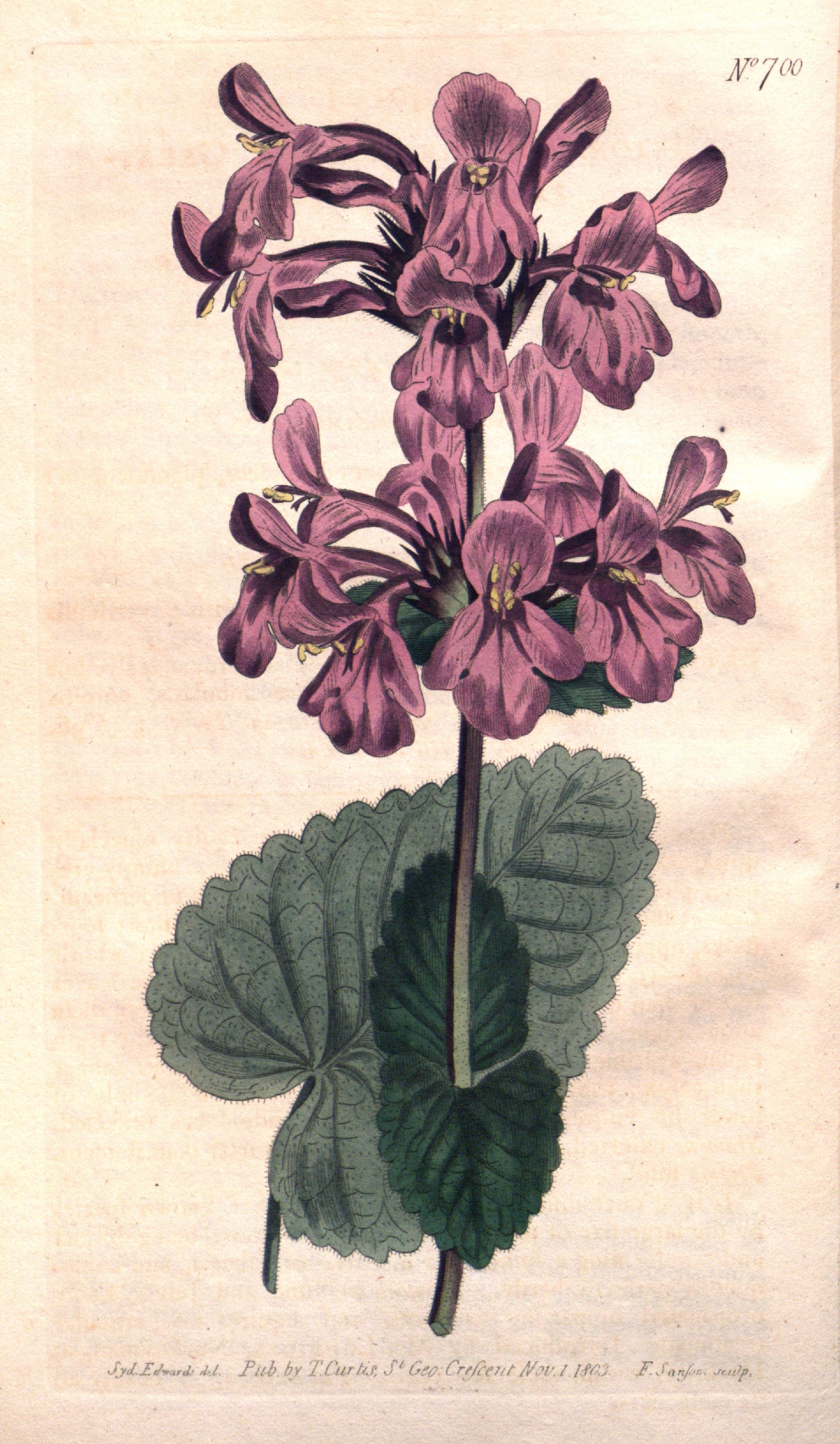
Буквица крупноцветковая. Ботаническая иллюстрация из Curtis’s Botanical Magazine, 1804

Многолетнее травянистое растение высотой от 20 до 70 см. Гемикриптофит. Образует подземное узловатое корневище. Буквицу крупноцветковую легко узнать по очень крупным цветкам, которые обладают ярко выраженным ароматом. Все остальные виды рода Betonica имеют более мелкие цветки и не обладают цветочным ароматом.
Стебель и листья расположены в базальной розетке и густо покрыты простыми волосками. Вертикальный или восходящий стебель густо покрыт обращенными назад волосками (многоклеточные конечные волоски длиной от 1,5 до 3 мм), особенно в верхней части. Стебли нижних листьев обычно отмирают во время цветения.
Листья по форме листовой пластинки яйцевидные или сердцевидные, кверху притупленные. Поверхность листа морщинистая, край листа крупно городчатый.
Соцветие узко прерывистое, состоит из сложных ложных венчиков в свободно стоящем, яйцевидном или ланцетном ложном колосе с 4–16 цветками. Самые нижние прицветники явно возвышаются над цветками.
Цветки душистые, гермафродитные, зигоморфные, пятилепестковые с двойным околоцветником. Волосистые чашелистики длиной 11–15 мм прикреплены к перепончатой сетчато-яйцевидной трубке чашечки, которая часто бывает красно-фиолетового цвета, липкая от железистых волосков и заканчивается зубцами чашечки длиной 4-6 мм. Сиреневый, фиолетовый или фиолетово-синий, редко белый венчик очень крупный, его длина составляет 29–35 мм. Верхняя губа широкояйцевидная со слегка зубчатым или слегка лопастным краем. Нижняя губа заканчивается тремя широкояйцевидными лопастями венчика.
Период цветения в северном полушарии с июня по июль.
Плоды дробные, распадаются на мерикарпии длиной 4 мм и шириной 2,7 мм.
Число хромосом 2n = 16 или 32.

## Распространение и среда обитания
Распространена от Черноморского региона через Армению и северный Иран до Кавказа.
Произрастает на континентальном восточном Большом Кавказе в верхнем субальпийском высотном поясе на высотах от 2200 до 2500, редко до 2600 метров. Этот высотный пояс образован кавказскими берёзовыми и ясенево-березово-облепиховыми лесами (низкорослые леса из березы Литвинова (Betula litwinowii), Betula raddeana и Sorbus caucasigena) и рододендроном кавказским. На этой высоте вид встречается в субальпийских луговых сообществах из Festuca varia и Geranium ibericum. По мнению Олега Гребенщикова, экотон субальпийских лугов на Кавказе находится на жарких и сухих склонах на местах бывших низкорослых лесов. Помимо буквицы, он перечисляет следующие виды в цветущих лугах высотой от 40 до 100 сантиметров: Anemone fasciculata, Inula magnifica, Polygonum carneum и Lilium monadelphum.

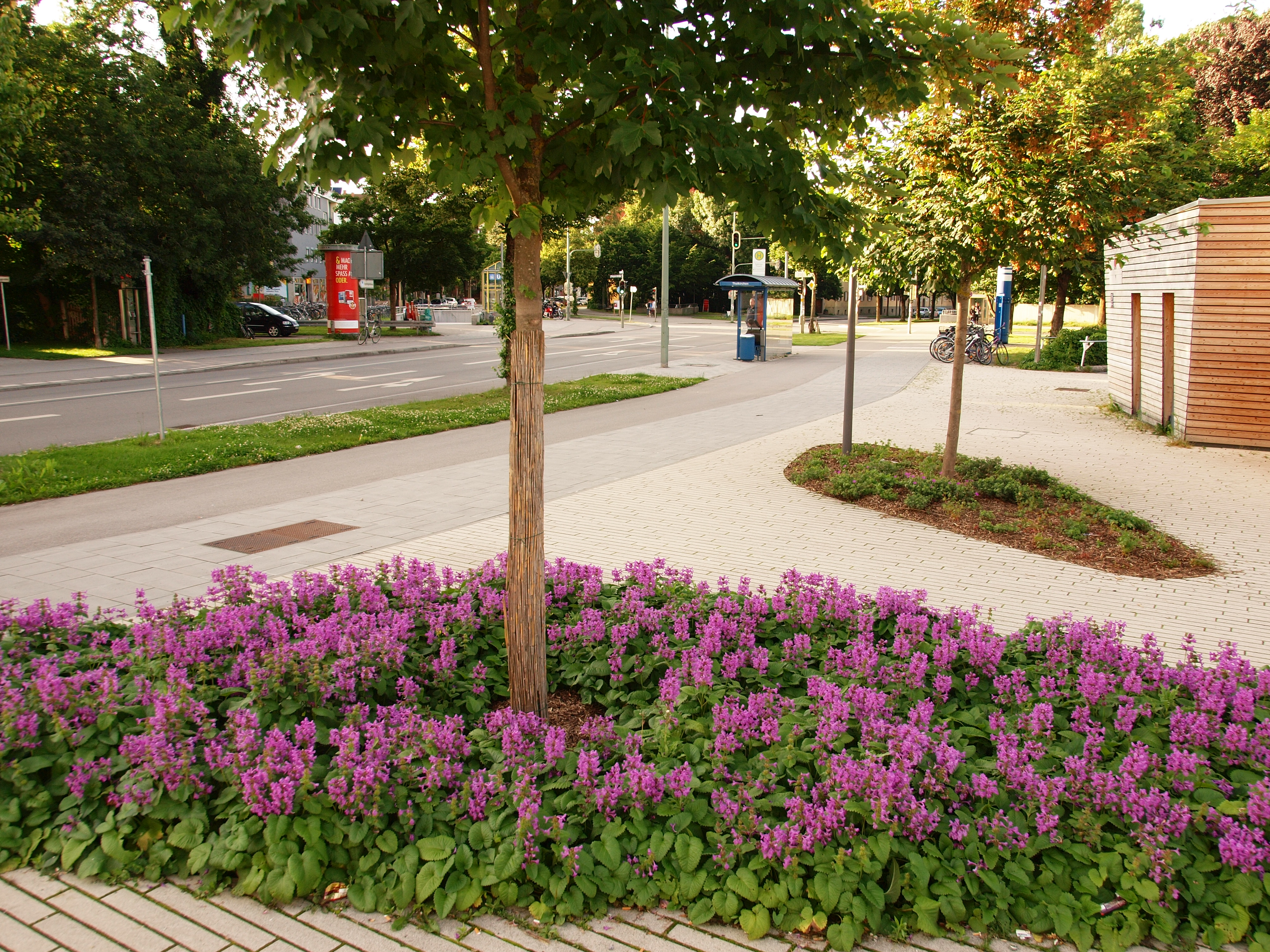
Betonica grandiflora в качестве декоративного растения можно встретить и в общественных местах. Сорт Superba' с плотным ложным венчиком соответствует настоящей номинативной форме.

Будучи неофитом, буквица крупноцветковая дичает в садах. Хельмут Гамс упоминает о таких случаях в регионе Гарц (Хайнихвальд близ Мюльхаузена), близ Людвигсхафена и в Швейцарии (Цюриххорн с 1898 года).

## Этимология
Латинское название растения обусловлено обильным цветением по сравнению с его ближайшими родственниками.

## Таксономия
Впервые вид был собран и научно описан немецким ботаником Кристианом Фридрихом Стефаном (1757—1814), работавшим в России, в долине Терека на Большом Кавказе к югу от горы Казбек. Впервые информация о виде под названием Betonica grandiflora была опубликована в 1800 году Карлом Людвигом Вильденовым в 4-м издании Species Plantarum.

### Синонимы
Согласно данным GBIF на март 2024 г в синонимику вида Betonica macrantha K.Koch in Linnaea 21: 683 (1849) входят следующие названия:

#### Гомотипные синонимы
- ≡ Betonica grandiflora Stephan
- ≡ Betonica rosea Prien.
- ≡ Clinopodium grandiflorum Gueldenst.
- ≡ Stachys macrantha (K.Koch) Stearn, 1951 — Чистец крупноцветковый

#### Гетеротипные синонимы
- = Betonica grandiflora Stephan ex Willd. — Буквица
- = Betonica rosea Prien. ex Hornem.
- = Clinopodium grandiflorum Gueldenst. ex M.Bieb.
- = Stachys grandiflora (Stephan ex Willd.) Benth.
- = Stachys macrantha Jalas

## Использование
Некоторые сорта используются как декоративные растения в садах в регионах с умеренным климатом.